# PSoC

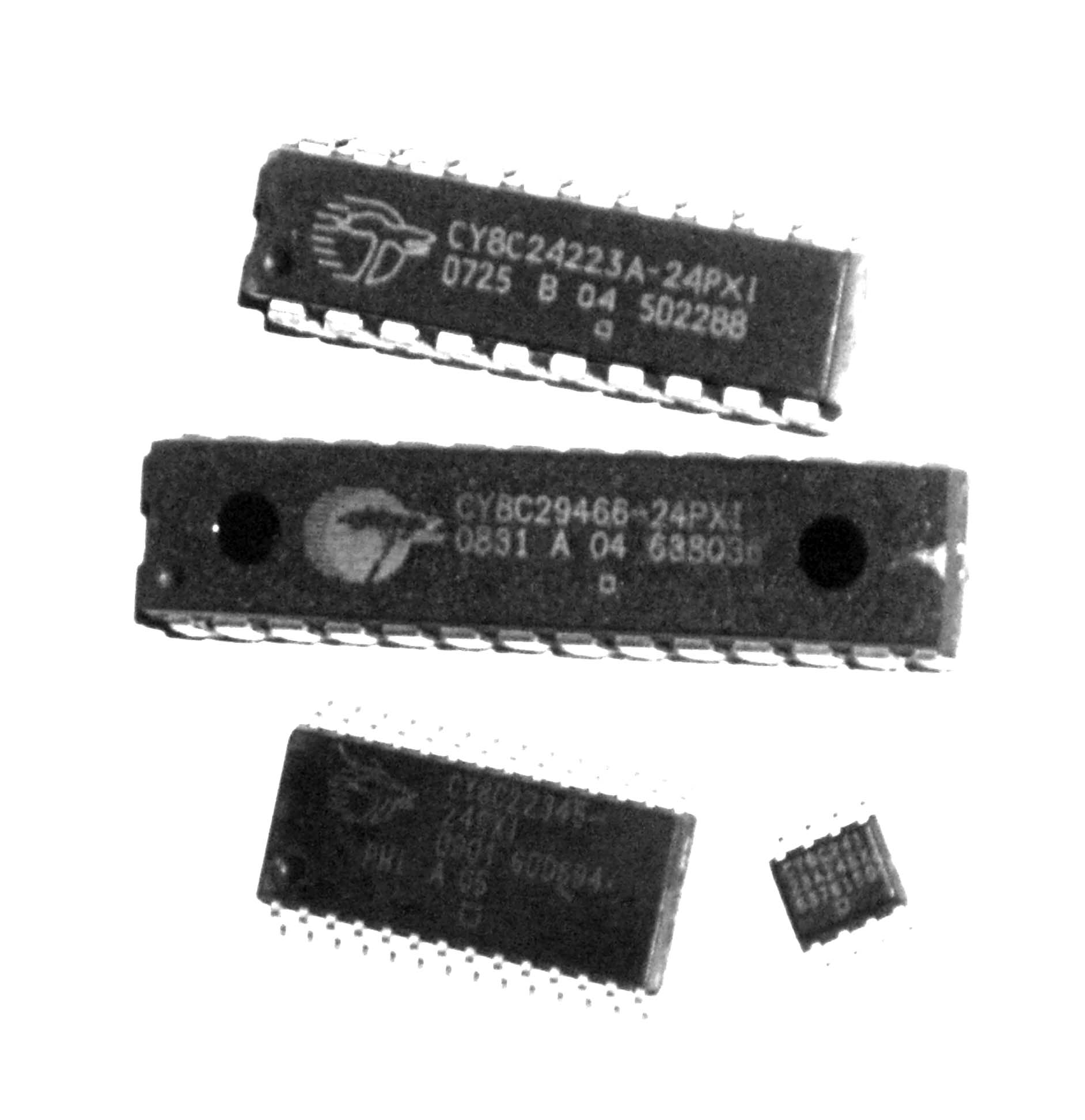
Cypress PSoC

PSoC o Programable System on Chip és la denominació comercial d'una família de microcontroladors programables desenvolupada per Cypress Semiconductor el 2002. Aquesta tecnologia de microcontrolador incorpora tot un sistema configurable dins d'un únic xip. Comprèn una matriu configurable de funcions analògiques, solapada amb una altra de funcions digitals que proveeixen al sistema de la capacitat d'assignar qualsevol funció a qualsevol terminal del circuit integrat, cosa que confereix una gran versatilitat al dispositiu.

## Arquitectura
Actualment (setembre 2009) hi ha tres famílies, delimitades per l'arquitectura (principalment el tipus de processador encastat) del PSoC:
- Arquitectura PSoC1 (models CY8C2 ####) amb CPU M8C.
- Arquitectura PSoC2 (models CY8C3 ####) amb CPU Intel 8051.
- Arquitectura PSoC3 (models CY8C5 ####) amb CPU ARM Cortex M3.

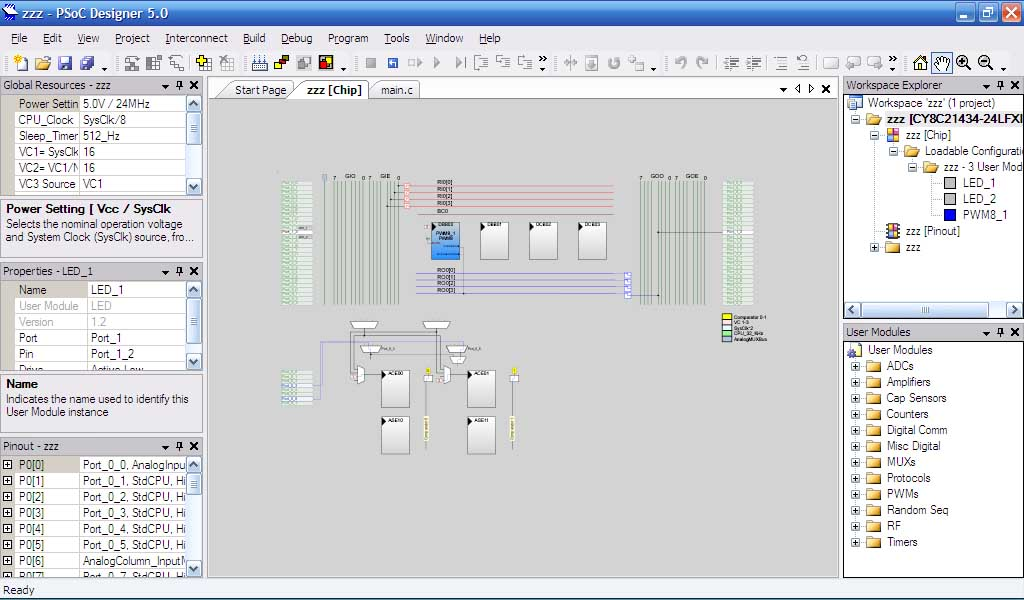
PSOC designer editant un xip

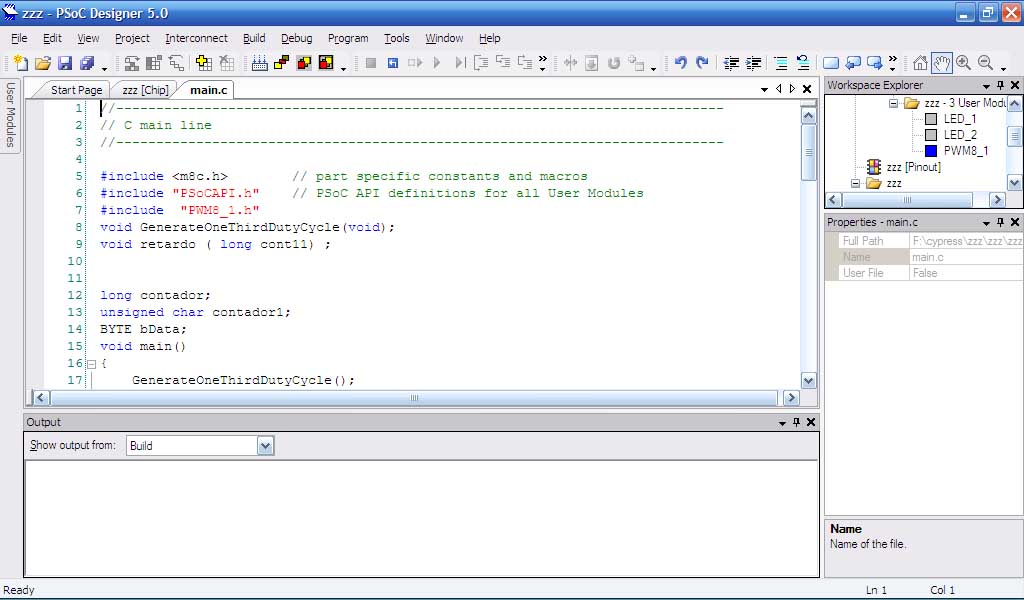
PSOC designer editant codi C

## Eines de desenvolupament
La família PSoC1 disposa un entorn gràfic de programació anomenat PSoC Designer (versió 5, setembre 2009), que és un IDE gràfic de tipus pick & place per a la configuració del xip i amb dues maneres d'edició de codi per al processador.
- Chip design, basat en un editor/compilador de llenguatge C.
- System design, d'interfície totalment gràfica, que permet desenvolupar aplicacions enganxant i/o unint funcions de forma gràfica.

Per a xips PSoC3 i PSoC5 l'eina de desenvolupament es diu PSoC Creator, també basada en un entorn gràfic per a la configuració del xip, i es recolza en un compilador de la coneguda firma Keil per PSoC3 i en les eines GNU desenvolupades per ARM en el cas del PSoC5.